# Fæstedskatten
Fæstedskatten er et depotfund bestående af over 300 genstande, der blev fundet på en mark ved Fæsted øst for Ribe i 2016 af amatørarkæologerne Marie Aagaard Larsen, Kristen Nedergaard Dreiøe og Poul Nørgaard Pedersen. Det er den største guldskat fra vikingetiden, som er fundet i Danmark.
Fundet bestod af otte store guldarmbånd med en samlet vægt på 1,5 kg, andre smykker som et vedhæng med en rød ametyst og nogle arabiske mønter. Det er foreslået, at skatten har forbindelse med Ravnunge Tue, der var med til at opføre Nordhøjen (Thyras Høj) i Jelling. Med undtagelse af en enkelt romersk mønt, der var lavet om til et vedhæng, er genstandene dateret til 900-950 e.Kr. og er udført i jellingstil.
I 2018 blev der udbetalt 1.066.600 kr. i findeløn. Det var den næststørste danefægodtgørelse. I slutningen af 2017 udgav Slots- og Kulturstyrelsen en liste over årets 10 vigtigste arkæologiske fund, hvor Fæstedskatten var med.
I oktober 2017 blev skatten udlånt af Nationalmuseet til museet Kongernes Jelling i Jelling.